# Amfipolis (gmina)
Amfipolis (gr. Δήμος Αμφίπολης, Dimos Amfipolis) – gmina w Grecji, w administracji zdecentralizowanej Macedonia-Tracja, w regionie Macedonia Środkowa, w jednostce regionalnej Seres. W 2011 roku liczyła 9182 mieszkańców. Powstała 1 stycznia 2011 roku w wyniku połączenia dotychczasowych gmin: Amfipolis, Kormista, Proti i Rodoliwos. Siedzibą gminy jest Rodoliwos.